# 銀川賀蘭山空港
銀川賀蘭山空港（ぎんせんがらんさんくうこう）は中華人民共和国寧夏回族自治区銀川市西夏区に位置する空港。軍用空港である。

## 沿革
- 1972年6月 - 建設[3][4]

## 註釈・参考資料
1. ↑  寧夏空管分局航務部組織塔台管制員開展崗位練兵活動
2. ↑  河東機場新標准儀表進離場程序啟用（人民網寧夏視窗）
3. ↑  西北之行縦横談（嘉興日報）
4. ↑  但し1959年に建設との文献あり張金順：世紀老人的雜技人生（寧夏新聞網）